# كونكورديا (كولومبيا)
كونكورديا (بالإسبانية: Concordia) بلدية تقع في إدارة أنتيوكيا شمال غرب كولومبيا، ضمن إقليم الجنوب الغربي، تأسست في القرن التاسع عشر، وتَقَع على ارتفاع يزيد عن 2000 متر فوق مستوى البحر، جنوب غرب مدينة ميديلين، وتُجاورها بلديات مثل بيتانيا وسالغار.

يُعد زراعة البن النشاط الاقتصادي الرئيسي، إلى جانب محاصيل مثل الذرة والفاصوليا، تتميز كونكورديا بمناخ معتدل، وطابع ريفي، وهي من مناطق إنتاج القهوة التقليدية في كولومبيا.